# Cieśle (gromada w powiecie płockim)
Cieśle – dawna gromada, czyli najmniejsza jednostka podziału terytorialnego Polskiej Rzeczypospolitej Ludowej w latach 1954–1972.
Gromady, z gromadzkimi radami narodowymi (GRN) jako organami władzy najniższego stopnia na wsi, funkcjonowały od reformy reorganizującej administrację wiejską przeprowadzonej jesienią 1954 do momentu ich zniesienia z dniem 1 stycznia 1973, tym samym wypierając organizację gminną w latach 1954–1972.
Gromadę Cieśle z siedzibą GRN w Cieślach utworzono – jako jedną z 8759 gromad na obszarze Polski – w powiecie płockim w woj. warszawskim, na mocy uchwały nr VI/10/13/54 WRN w Warszawie z dnia 5 października 1954. W skład jednostki weszły obszary dotychczasowych gromad Chylin, Cieśle, Kępa Polska, Zakrzewo i Zakrzewo Kościelne ze zniesionej gminy Miszewo Murowane oraz obszary dotychczasowych gromad Reczyn i Reczyn Nowy ze zniesionej gminy Bodzanów w tymże powiecie. Dla gromady ustalono 20 członków gromadzkiej rady narodowej.
31 grudnia 1961 gromadę zniesiono, włączając jej obszar do gromad: Bodzanów (wsie Nowy Raczyn i Raczyn), Podgórze (wsie Chylin, Nowy Chylin, Zakrzewo-Kolonia i Zakrzewo Kościelne) i Miszewo Murowane (wsie Cieśle i Kępa Polska) w tymże powiecie.